# هليلات مبقعة
الهليلات المبقعة (بالإنجليزية: Spotted lunulae)‏ هي تغير مُميز يحدث مع الثعلبة.:791